# Ylämaa
Ylämaa is een voormalige gemeente in het Finse landschap Etelä-Karjala. De gemeente had een oppervlakte van 381 km² en telde 1532 inwoners in 2003. In 2010 werd de gemeente door Lappeenranta geannexeerd.
De gemeente kwam in 1929 tot stand, toen ze van de gemeente Säkkijärvi werd afgesplitst. Na 1940 werd de gemeente uitgebreid met delen van gemeenten die grotendeels in de Sovjet-Unie waren komen te liggen, net als het dorp Timperilä, dat tot Ylämaa had behoord.
Bij Ylämaa wordt spectroliet gewonnen, een bijzondere, kleurrijke variant van labradoriet, die als siersteen wordt gebruikt. De vindplaats werd in 1940 blootgelegd tijdens de aanleg van de Salpalinie. 
Imatra · Lappeenranta · Lemi · Luumäki · Parikkala · Rautjärvi · Ruokolahti · Savitaipale · Taipalsaari
Voormalige gemeenten:
Joutseno · Lappee · Lauritsala · Nuijamaa · Saari · Simpele · Suomenniemi · Uukuniemi · Ylämaa